# 北九州ユースホステル
北九州ユースホステル（きたきゅうしゅうユースホステル）は日本ユースホステル協会に加盟している福岡県のユースホステル。2013年4月に「北九州ユースホステルアロハスピリット」として運営再開したが、ペアレントの放漫経営により3年半で運営継続を断念、2016年秋頃再び休館となった。

## アクセス
- 鹿児島本線八幡駅下車 徒歩25分 またはタクシーで5分